# Opération renaissance (émission de télévision)
Cet article concerne une émission de télévision. Pour les opérations militaires canadiennes, voir Opération Renaissance.
Opération renaissance, est une émission de télévision française de docu-réalité, diffusée sur M6 entre le 11 janvier 2021 et le 25 janvier 2021 pour les trois premiers épisodes. Elle est présentée et produite par Karine Le Marchand.
Dix personnes en situation d'obésité morbide et ayant choisi de recourir à la chirurgie bariatrique ont été suivies pendant trois ans, par une équipe de dix experts (médecins, nutritionnistes, psychiatres, etc.), constituée par Karine Le Marchand. Le programme s'attache ainsi à montrer leur évolution au fil des années.

## Production et organisation

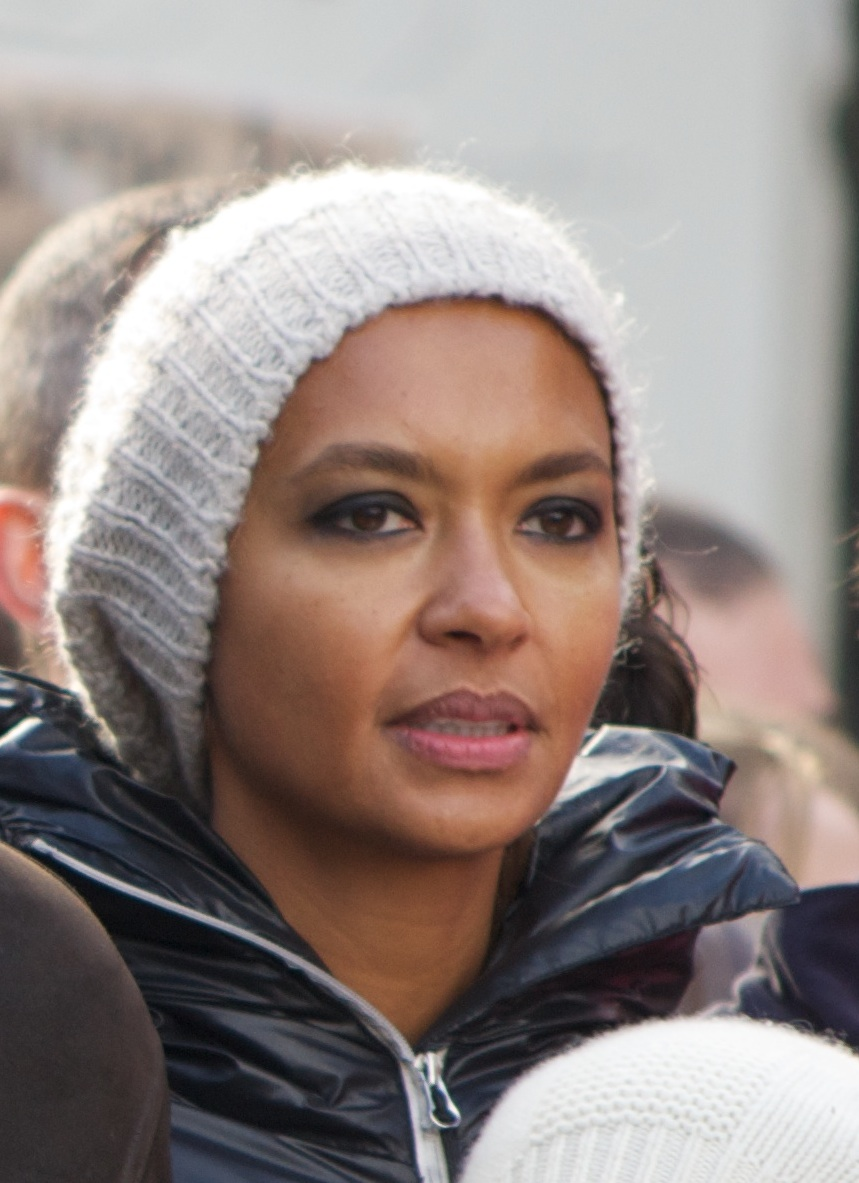
Karine Le Marchand présente et produit l'émission.

Karine Le Marchand présente et produit (via sa société de production Potiche Productions) l'émission.

### Genèse et tournage
L'animatrice indique, dans un entretien accordé à TV Magazine, que l'idée est née en 2015 et que le tournage a débuté deux ans plus tard (en 2017) : « Nous avons eu trois ans de tournage et un an de montage. Un délai essentiel pour être dans la réalité et non dans la téléréalité. ». Guillaume Charles, directeur général des programmes d'M6 ajoute : « Dans notre monde d’instantanéité, nous sommes très heureux d’avoir pu lancer ce projet et de suivre au long cours cette aventure humaine. Cela parle d’obésité mais aussi beaucoup de reconstruction. ».
En mars 2019, les équipes de tournage sont d'ailleurs parties à la rencontre du professeur Nocca, au CHU de Montpellier, fondateur de la Ligue nationale contre l'obésité.

## Principe
L'émission suit, pendant trois ans, dix personnes (appelées « témoins ») en situation d'obésité morbide et ayant des problèmes de santé, qui ont décidé de se faire opérer (chirurgie bariatrique). Ce genre d'opération doit s'accompagner d'un changement de mode de vie et d'un soutien psychologique constant.
Ainsi, Karine Le Marchand établit un protocole (présenté au ministère de la Santé et au conseil de l'Ordre des médecins) et constitue une équipe de dix experts : chirurgiens, médecins, nutritionnistes et diététiciens, psychiatres, hypnothérapeutes, et coachs, afin d'aider, conseiller et épauler les dix témoins. Cristina Córdula participe aussi au programme,.
Le protocole a été établi en lien avec le service du professeur David Nocca, au CHU de Montpellier, fondateur de la Ligue nationale contre l'obésité.

## Participants

### Experts
Dix experts (médecins, nutritionnistes, psychiatres, etc.) composent une équipe pour épauler les témoins dans leur transformation,, :
- Professeur David Nocca, expert en chirurgie bariatrique et président de la Ligue contre l'obésité ;
- Docteur Réginald Allouche, médecin, ingénieur biomédical :
- Docteur Jérôme Loriau, chirurgien digestif :
- Docteur Philippe Levan, chirurgien plasticien ;
- Docteur Taliah Schmitt, spécialiste en chirurgie plastique reconstructrice et esthétique ;
- Stéphane Clerget, médecin psychiatre ;
- Mélanie Delozé, diététicienne ;
- Jöelle Cadoret, hypnothérapeute ;
- Redouane Asloum, coach de boxe ;
- Cristina Córdula, conseillère en image.

### Témoins
Dix personnes (appelées « témoins ») participent au programme : neuf femmes et un homme.

## Résumés détaillés
Chaque épisode s'attarde sur deux participants. Ainsi, sont diffusés des moments de leur vie quotidienne avant l'opération, puis tous les événements post-opération (perte de poids, rechute, dépression, etc.).

## Opération renaissance: deux ans pour apprendre à s'aimer
Juste après chaque épisode, une suite est diffusée. Elle permet de suivre l'évolution des témoins après le tournage.

## Audiences et diffusion
En France, l'émission est diffusée les lundis, sur M6, entre le 11 janvier 2021 et 25 janvier 2021 pour les trois premiers épisodes. Un épisode dure environ 1 h 55 (publicités incluses), soit une diffusion de 21 h 5 à 23 h. Il est découpé en deux parties de 50 min et d'1 h 5, diffusées juste en suivant.
| Épisode et partie | Épisode et partie | Diffusion             | Diffusion        | Audience moyenne          | Audience moyenne                       | Classement des audiences | Réf.             |
| Épisode et partie | Épisode et partie | Jour                  | Horaire          | Nombre de téléspectateurs | Part de marché (sur les 4 ans et plus) | Classement des audiences | Réf.             |
| ----------------- | ----------------- | --------------------- | ---------------- | ------------------------- | -------------------------------------- | ------------------------ | ---------------- |
| 1                 | 1                 | Lundi 11 janvier 2021 | 21:05 - 21:55    | 1 820 000                 | 7,5 %                                  | 4e                       | [ 6 ]            |
| 1                 | 2                 | Lundi 11 janvier 2021 | 21:55 - 23:00    | 1 910 000                 | 9,1 %                                  | 4e                       | [ 6 ]            |
| 2                 | 1                 | Lundi 18 janvier 2021 | 21:05 - 21:55    | 1 720 000                 | 7 %                                    | 5e                       | [ 7 ]            |
| 2                 | 2                 | Lundi 18 janvier 2021 | 21:55 - 23:00    | 1 710 000                 | 8 %                                    | 5e                       | [ 7 ]            |
| 3                 | 1                 | Lundi 25 janvier 2021 | 21:05 - 21:55    | 1 720 000                 | 7,1 %                                  | 4e                       | [ 8 ]            |
| 3                 | 2                 | Lundi 25 janvier 2021 | 21:55 - 23:00    | 1 520 000                 | 7,4 %                                  | 4e                       | [ 8 ]            |
| 4                 | 1                 | Non encore connu      | Non encore connu | Non encore connu          | Non encore connu                       | Non encore connu         | Non encore connu |
| 4                 | 2                 | Non encore connu      | Non encore connu | Non encore connu          | Non encore connu                       | Non encore connu         | Non encore connu |

Légende :
- plus hauts scores d'audiences
- plus bas scores d'audiences

## Critiques

### Lors du casting
En 2017, un appel à témoins avait été lancé et indiquait : « Le Groupe Hospitalier Paris Saint-Joseph en collaboration avec M6 et Karine Le Marchand propose de vous accompagner dans cette transformation tant physique que psychologique. », ajoutant la recherche de personnes « prêtes à partager leur expérience [après une] chirurgie de l'obésité. ». Le projet d'émission avait alors été critiqué par Gras Politique, un collectif de lutte contre la grossophobie, qui avait lancé une pétition en ligne. Reprochant notamment : « une volonté de mettre en scène une maladie chronique et multi-factorielle qui ne devrait aucunement être instrumentalisée au profit d’un docu-réalité », ainsi que de « banaliser les opérations de chirurgie bariatrique, des opérations graves et impactantes. ». Demandant alors, l'annulation du programme.

### Avant la diffusion
Lors de l'annonce de la date de diffusion, Gras Politique relance sa pétition et fait paraître une tribune sur le site web Mediapart, dénonçant : une « vitrine publicitaire mensongère pour les chirurgies bariatriques, [sans] point de vue critique, [ni] transparence concernant ses soubassements financiers et idéologiques », ajoutant que la télévision donne une « présentation idyllique d’un système de santé bienveillant et respectueux des personnes grosses, et d’une prise en charge optimale ». Le collectif lance alors le hashtag « #pasmarenaissance » sur Twitter,,,.
Karine Le Marchand a tenu à répondre, notamment aux accusations de grossophobie, déclarant : « Lorsque nous avons lancé L'amour est dans le pré, les gens disaient que l’on se moquait des agriculteurs. Ce n’est plus le cas aujourd’hui. Je préfère dénoncer quelque chose et faire évoluer le regard des gens plutôt que de ne rien faire par peur des polémiques. Je ressors grandie humainement de cette aventure avec une tout autre opinion sur l’obésité »,.

### Après la diffusion
Les premiers épisodes sont aussi critiqués, notamment en temps réel avec le hashtag « #pasmarenaissance ». Les internautes émettent plusieurs critiques, notamment : le fait que Karine Le Marchand n’ait aucune compétence médicale, et qu’elle puisse entrer dans les salles d’opération, que l’émission insiste assez peu sur les conséquences médicales dangereuses des chirurgies bariatriques, etc..